# Pachylus acanthops
Pachylus acanthops is een hooiwagen uit de familie Gonyleptidae.